# Кијевска област
Кијевска област (укр. Київська область), позната и као Кијевшчина (укр. Київщина), област је која се налази у централном делу Украјине. Административни центар области је град Кијев. Град Кијев, поред тога што је центар Кијевске области, град је са специјалним статусом и није под надлежношћу обласне власти.

## Географија
Кијевска област заузима површину од 28,100 km², што је око 35 пута већа површине града Кијева. Област се налази у северном делу централне Украјине. Граничи се са следећим областима: на западу са Житомирском, на југозападу са Виничком, на југу са Черкашком, на југоистоку са Полтавском, на истоку и североистоку са Черниговском и на северу са Гомељском облашћу Белорусије. Област је подељена на приближно једнаке делове реком Дњепар. Друге веће реке су притоке Дњепра и то: Припјат и Десна.

### Клима
Клима Кијевске области је умерно континентална, са релативно благим зимама и топлим летима. Просечна температура се креће од јануарских −6.1 °C, до јулских 19.2 °C.

### Вегетација
На десној обали Дњепра се протежу ниже планине и падине. Цела површина је окружена зеленим шумским појасом, који се састоји од око 250 врста дрвећа и жбуња.

## Историја
Кијевска област је званично образована као део Украјинске Совјетске Социјалистичке Републике 27. фебруара 1932. године. Данашње границе су задњи под одређене после Чернобиљске катастрофе 1986. године. Област града Славутича, која је требало да постане део Чернихивске области, је пребачена у Кијевску. Кроз историју је бележено да је ова област била део Велике кнежевине Литваније, Државне заједнице Пољске и Литваније и Кијевског војводства.

## Демографија
Највећа национална група у Кијевској области су Украјинци (92,5%), а мањине чине Руси, Јевреји, Белоруси и Пољаци. По испитивањима из 2001. године, 1.053.500 (57.6%) људи живи у граду, а 774.400 (42.4%) на селу. Однос између мушкараца и жена је 46,3% (845.900) / 53,7% (982.000).
| Националност | 1989. | 2001. | Матерњи језик    | 1989. | 2001. |
| Украјинци    | 89,3% | 92,5% | Украјински језик | 88,4% | 92,3% |
| Руси         | 8,7%  | 6,0%  | Руски језик      | 10,9% | 7,2%  |
| Белоруси     | 0,6%  | 0,5%  | остали језици    | 0,7%  | 0,5%  |
| Пољаци       | 0,3%  | 0,2%  |                  |       |       |
| Молдавци     | 0,1%  | 0,1%  |                  |       |       |
| Јевреји      | 0,4%  | 0,1%  |                  |       |       |

## Економија
Индустрија Кијевске области се највећој мери заснива на производњи струје, хране, високо развијеној хемијској и петрохемијској индустрији, као и развијен сектор механичког инжењерства и металске индустрије. Фабрика аутобуса у граду Пролиски произведе годишње 1.700 различитих врста аутобуса, док се у области налази још низ фабрика аутомобилске индустрије.
Осим тешке индустрије, у Кијевској области је развијана и пољопривреда. 1999. године је било регистровано 1.130 фарми.

### Саобраћај и транспорт
Кијевска област има веома развијену железничку саобраћајну мрежу, коју чини 88 km дуга пруга (податак из 1985. године). Путеви у области су укупне дужине 7.760 km, од којих је 7.489 km асфалтирано. У области се налазе и два важна аеродрома. Кроз област пролази и стратешки гасовод.

## Образовање
У Кијевској области се налази 795 државних школа, од који се 219 налази у градовима, а 576 у руралним пределима. У њима се образује 232.260 ученика, од којих 141.416 иде у школе у градовима, а 98.944 иде у школе у руралним пределима. У области се налази и 22 високе школе, где се образује 34.900 студената.